# 东方斑䳭
东方斑䳭（学名：Oenanthe picata），是雀形目鹟科的一种鸟类。

## 特征
东方斑䳭体重约21.59克，翼长约90.2毫米，嘴峰长约17.3毫米，喙宽度约3.6毫米，喙厚度约3.8毫米，跗蹠长约23.8毫米，尾长约64.9毫米。东方斑䳭是候鸟，其栖息在开放的沙漠中，食性为肉食性，主要食物来源是陆生无脊椎动物。

## 分布
伊朗至北俾路支省和巴基斯坦；在伊朗南部和印度北部越冬。